# 名鉄長沢駅
もしかして
- 名電長沢駅

ではありませんか？